# Vicente Medina
Vicente Medina Tomás (Archena, 1866-Rosario, 1937) fue un poeta y dramaturgo español. Su principal obra, Aires murcianos (1898), se convirtió en un trabajo de referencia del costumbrismo sentimental y de denuncia social, alabado por literatos como Azorín. En 1908 se estableció en Argentina, donde siguió escribiendo y residiría hasta su muerte, salvo por un postrero periodo en que retornó a su Murcia natal. Medina, que es considerado uno de los símbolos de la identidad regional murciana, hizo uso en su literatura del lenguaje tradicional de la región.

## Biografía

### Infancia y juventud
Hijo de un trabajador autónomo y una modista, Vicente Medina nació el 27 de octubre de 1866 en la localidad murciana de Archena, en plena vega del río Segura. En su pueblo estableció contacto con las letras a temprana edad ya que su padre Juan de Dios Medina, se hizo cargo del quiosco del balneario de Archena, donde Medina pudo leer a autores como Gustavo Adolfo Bécquer, José de Espronceda, Víctor Hugo o Emile Zola. Su padre era conocido como Juan de Dios, "el de los romances", ya que era un gran conocedor de este género, e incluso los recitaba por los pueblos; además de que era un talentoso empresario, comerciante, macero, trovador, bardo, aficionado a los viajes de aventura, a la literatura, la actuación, el canto, la música, la danza y al teatro. De esta forma, se puede suponer que Vicente Medina tuvo una infancia repleta de historias y de relatos, reflejados en el ejemplo paterno. 
Con solo trece años se marchó de su localidad natal para trabajar como relator en la mansión de un procurador de los tribunales, aunque pronto volvió a Archena para continuar con la venta de libros y preparar unas oposiciones de telégrafos o aduanas que nunca llegó a realizar.
Con dieciocho años ingresó en el Ejército, donde llegó a cabo de infantería de marina, con destino primero en San Fernando (Cádiz), y posteriormente a su tierra, concretamente la Capitanía General de Cartagena. Sus primeros versos como poeta se publicaron durante su estancia en Filipinas, adonde fue como voluntario, y allí comenzó su oficio literario. En 1890 abandonó el Ejército para volver a la Región de Murcia. Acabará en Cartagena, tras fracasar con un negocio de tejidos en Archena.

### Sus inicios literarios en Cartagena

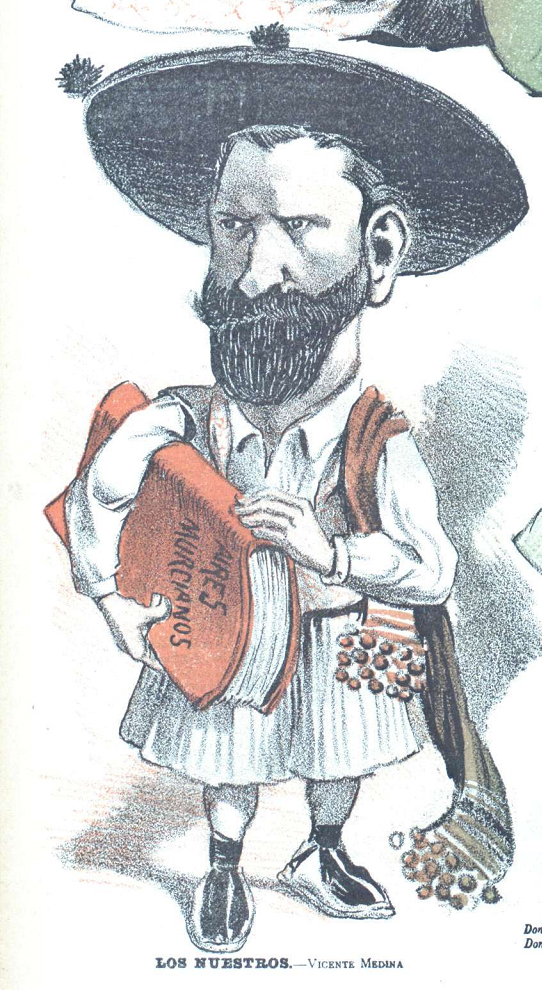
Vicente Medina en Don Quijote (1902)

En la ciudad portuaria encontró trabajo en el Arsenal y en una oficina comercial del dueño de dos periódicos, La Gaceta Minera y el Diario de Cartagena. 
En 1891 contrajo matrimonio en Archena con Josefa Sánchez Vera, la que sería personaje indiscutible en su poesía. Ambos se trasladaron a Cartagena, donde Vicente trabajaba. Allí participará de la vida literaria y artística de la ciudad, notándose su presencia en las tertulias del Abanico, con Inocencio Medina Vera (su primo), Bartolomé Pérez Casas y sobre todo, José García Vaso, su mentor y amigo. En este momento publicó colaboraciones literarias en El Diario de Cartagena, El Republicano, o El Mediterráneo.
En 1895 apareció su primera publicación, el poema titulado El Náufrago, que fue bien recibido entre la crítica y el público, aunque después Medina renegaría de él. El autor lo elaboró con un propósito benéfico, socorrer con el producto de la venta a las víctimas del Reina Regente.

### El éxito de susAires murcianos
En la ciudad de Cartagena publicó su primera obra dramática, El Rento (1898), con la cual Vicente Medina quiso recuperar y dignificar el lenguaje huertano, que era usado cómicamente en las fiestas de carnaval llenándolo de barbarismos y extravagancias, algo que para el autor resultaba indignante. Entonces, en total desacuerdo con esta interpretación del panocho, escribió el drama huertano de El Rento usando el dialecto murciano. Fue muy bien acogido por la crítica nacional, principalmente por Azorín, que dijo de este trabajo:

El Rento es una hermosa obra, un cuadro o canto sentido, conmovedor, de costumbres campesinas (...) Un drama pasional, una pintura fácil de un medio (...) es el drama del labriego, de la ruda gente del campo, embrutecida por el trabajo feroz de todo el día, explotada por el amo

. 
Las excelentes críticas recibidas, animaron a Vicente a juntar los poemas que elaboró como ensayo para confeccionar El Rento, y surgió así la primera edición de la que sería su obra maestra y más conocida, Aires murcianos (1898). Este libro de poemas se convirtió en su obra cumbre, todo un canto al sufrimiento de las gentes de la huerta del Segura. Su éxito fue inmediato, y se llegó a publicar incluso una edición en checo. Azorín dijo de esa obra:

Aunque no escriba usted más, este diminuto volumen, que es de oro, bastará para colocarle a usted entre los grandes líricos de nuestro parnaso. Su poesía es de las pocas que conmueven hondamente. Puede tener usted la íntima convicción de que ha hecho una obra de gran artista

.

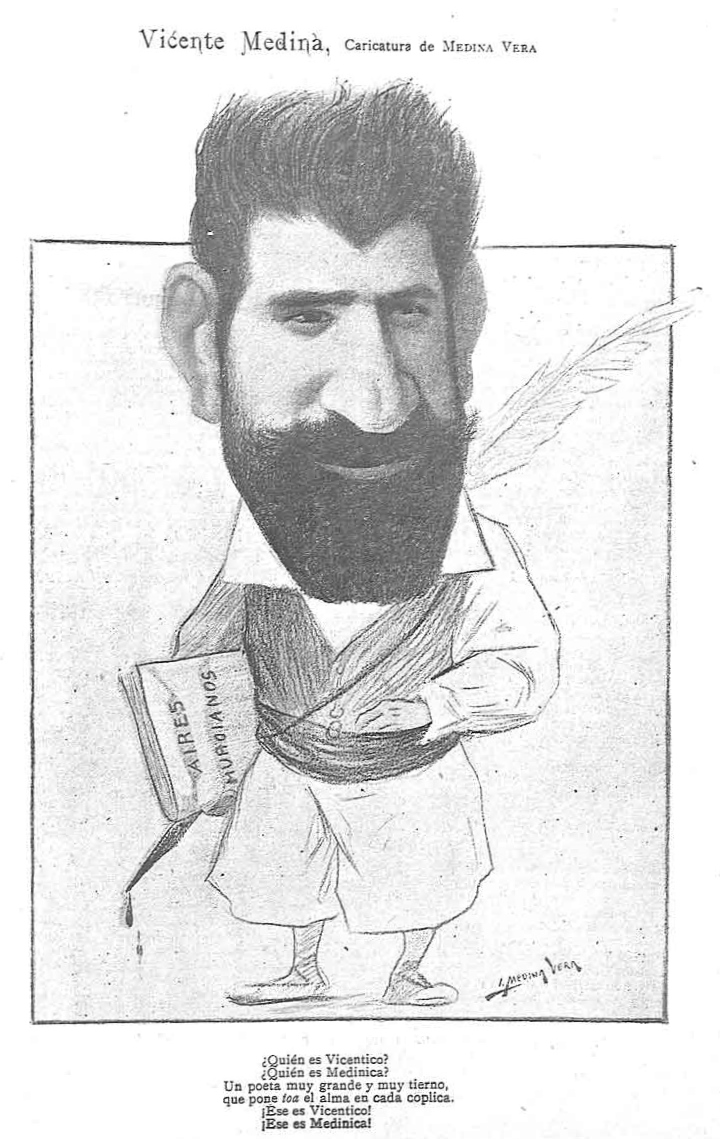
Caricaturizado por Medina Vera en Madrid Cómico (1900)

De hecho, el mismo autor alicantino llegó a prologar la primera edición de la obra. A partir de este momento la vida literaria de Medina se tornó intensa, con estrenos teatrales de cierto éxito, dramas y obras musicales, publicación de numerosos trabajos, tanto en verso castellano normal como en prosa. Dentro de estas obras destacan Alma del pueblo (1900), La canción de la vida (1902) y La canción de la muerte.

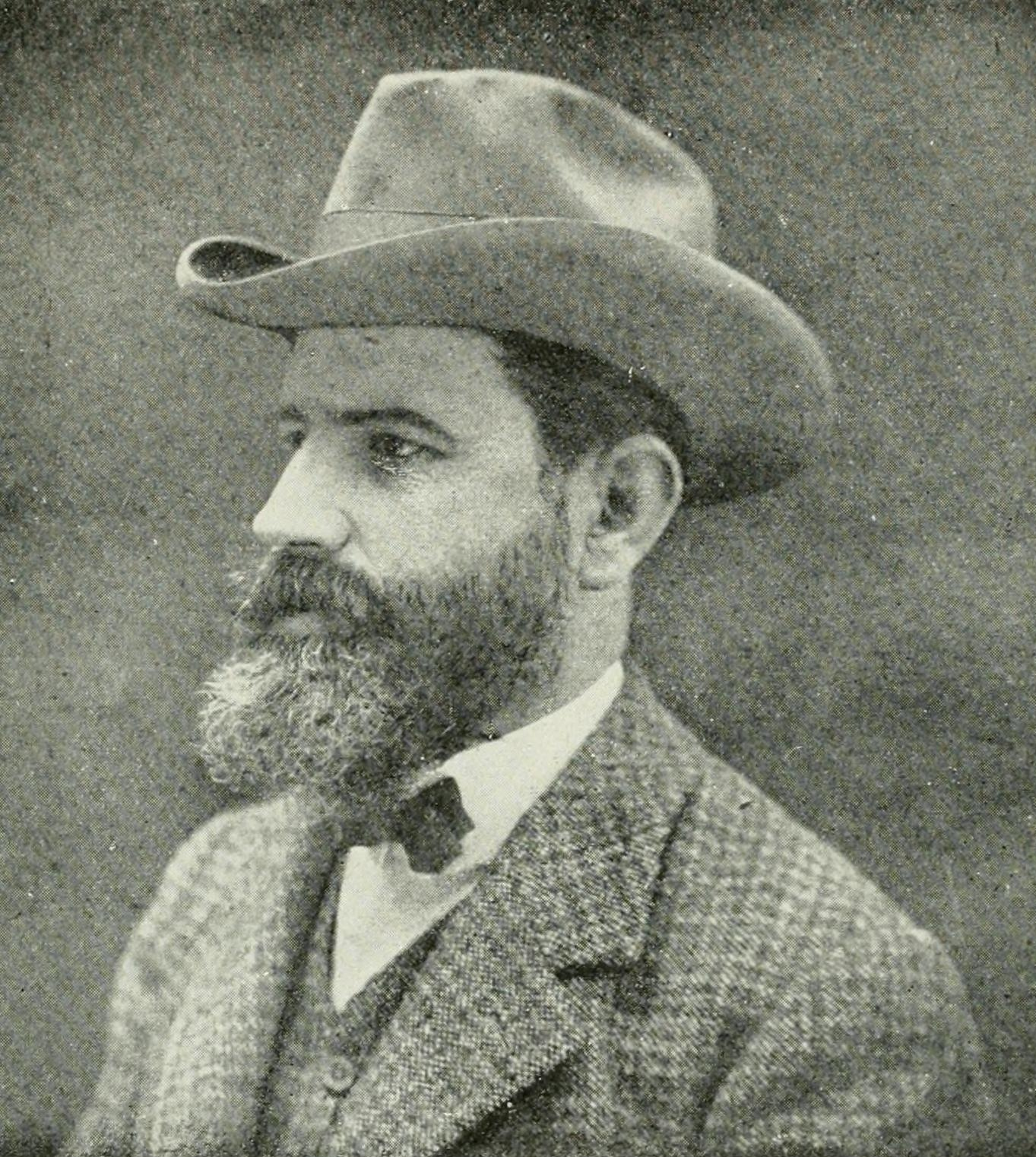
Retrato de Vicente Medina

También publicó una nueva serie de Aires murcianos titulada La Canción de la Huerta (1905), que vio la luz en Cartagena, además de una compilación de su obra poética en Poesía (Obras escogidas) (1908). Dentro del género teatral, tras El Rento publicó ¡Lorenzo! (1899), La sombra del hijo (1900) y El Alma del Molino (1902).

### Emigración a Argentina
En 1906, diecisiete familiares suyos marcharon a América, por lo que los deseos de Vicente de cruzar el Atlántico aumentaron considerablemente. Finalmente migró a Argentina en los comienzos de 1908 de forma que convirtió a este país en su segunda patria. Su salida de España fue recogida por la prensa murciana, la catalana y aún la sudamericana, incluso Unamuno se hizo eco de ella en La Nación.

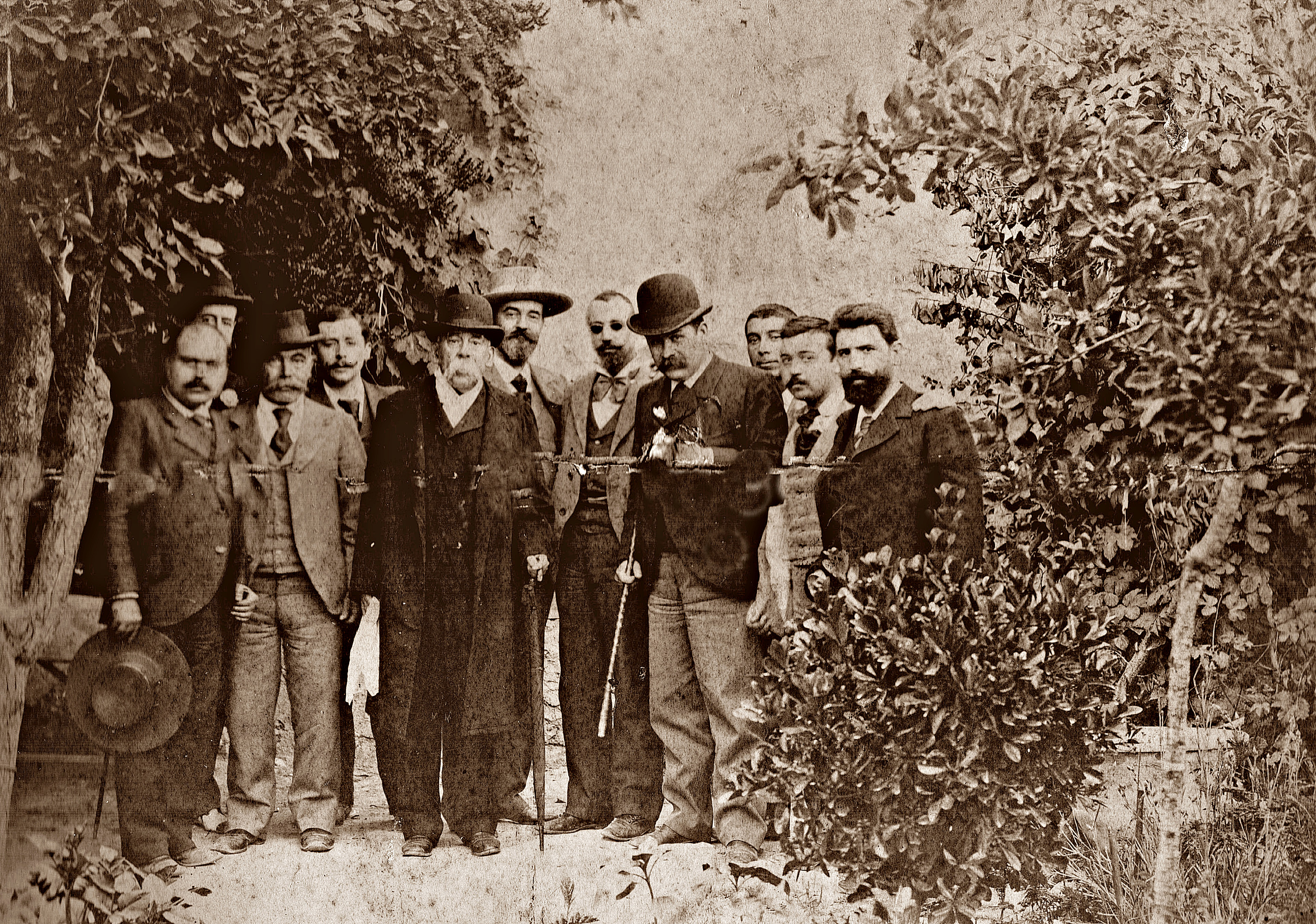
El poeta Vicente Medina (primero a la derecha de la foto) con Emilio Castelar, José García-Vaso y otros amigos

Primero permaneció en Buenos Aires, para luego pasar a Rosario, donde gracias a diversos empleos mejoró su condición económica; de hecho, llegó a convertirse en propietario agrícola con la compra de una finca de 10 ha en Estación El Gaucho (o Pueblo Hume); mientras que prosiguió su labor como literato a partir de 1915, que es cuando publicó La Canción de la Guerra (1915), una denuncia antibelicista en plena Primera Guerra Mundial. También editó una revista literaria denominada Letras y entre 1916 y 1919 regentó una escuela en la que ofrecía veladas literarias y conferencias. En Buenos Aires apareció una nueva serie de Aires murcianos titulada Abonico (1917), además de una sucesión de reediciones y colecciones de obras completas.
Tras la muerte de su esposa publicó el libro Compañera (1921), compuesto por una serie de poemas de gran tristeza ante el fallecimiento de la que fue su mujer durante treinta años.
En 1924 abandonó su empleo por enfermedad, para dedicarse a su obra literaria, editar libros y recorrer Suramérica dando recitales de poesía. En 1928 se publicó en Murcia una nueva serie de Aires murcianos, llamada esta vez ¡Allá lejicos! (1928), en la que demostraba su añoranza por la Región de Murcia.

### Sus últimos años. Regreso a Murcia y exilio final
Aprovechando una invitación para dar una conferencia en París, decidió volver a su tierra, lo que vio hecho realidad en el mes de marzo de 1931, cuando en loor de multitud fue recibido en Archena, y pudo disfrutar días después de unos juegos florales en su honor celebrados en el Teatro Romea de la ciudad de Murcia. También en Cartagena recibió un homenaje en el Ateneo de la ciudad. 

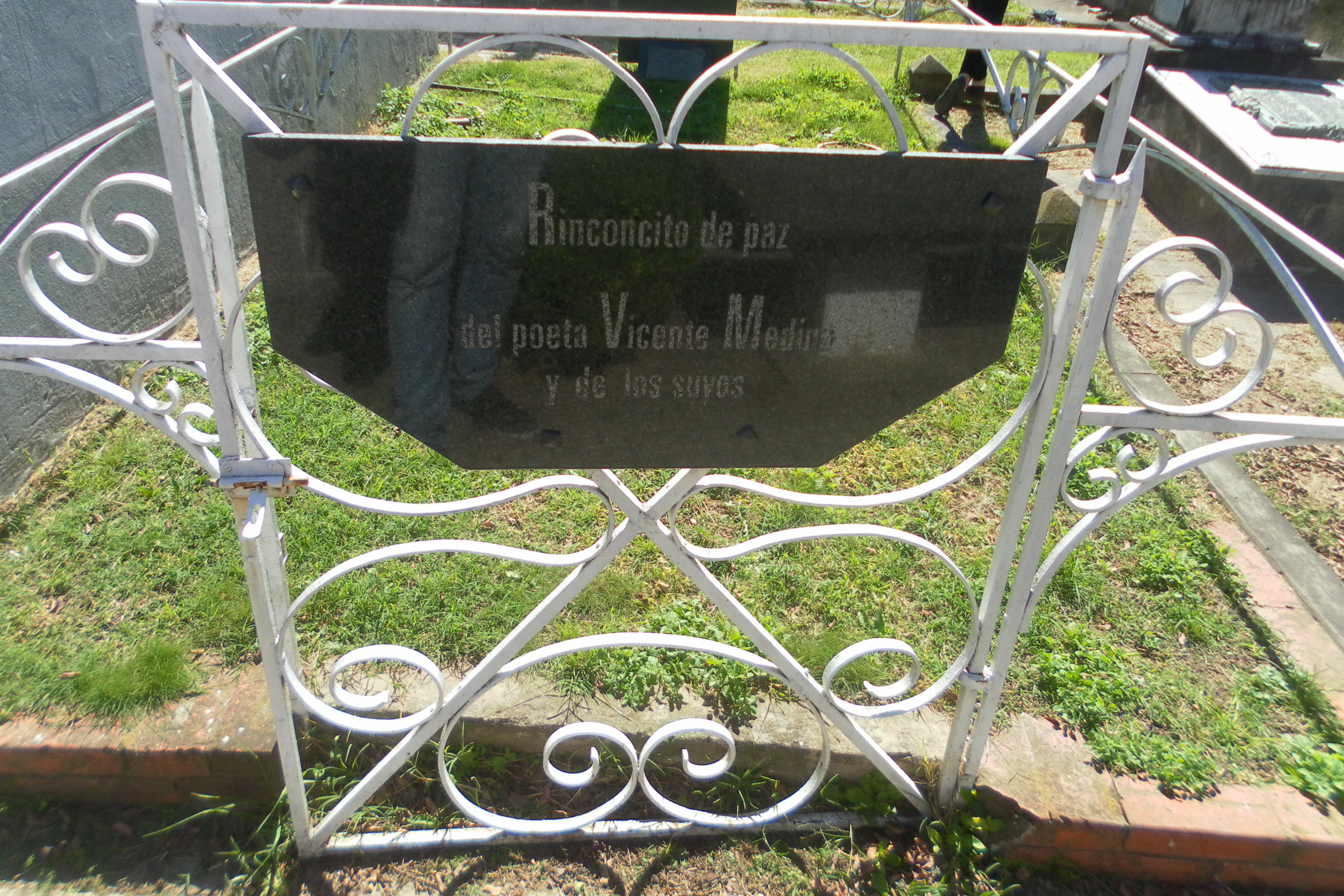
Tumba de Vicente Medina en el cementerio La Piedad de Rosario

Los años siguientes los pasó el poeta en su Archena natal. Publicó en 1932 el que será su último libro, Belén de pastores y villancicos (1932), obra extremadamente curiosa que da una idea de cómo Vicente anduvo metido en asuntos políticos. De hecho, Medina participó activamente en la política republicana del momento, interviniendo en las elecciones de 1936 a favor del Frente Popular, defendiendo la cultura para todos y el acercamiento de los pobres a los bienes de la enseñanza y la educación. 
En abril de 1936, aconsejado por sus familiares, abandonó la Región Murciana para volver a Argentina, y llegó ya enfermo. 
El 17 de agosto de 1937 murió finalmente en Rosario, donde está enterrado en el cementerio La Piedad.

## Obra

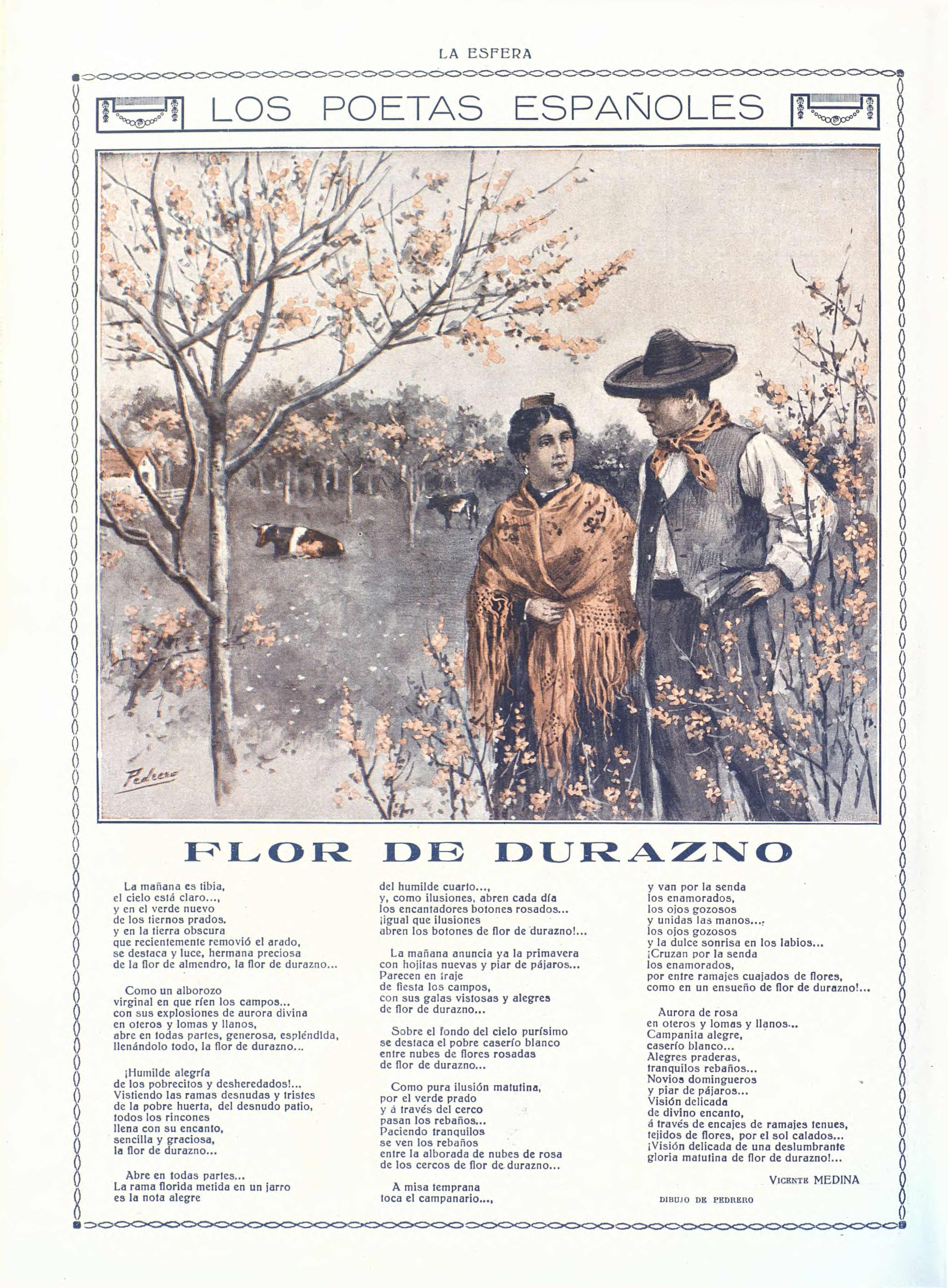
«Flor de durazno», poesía publicada en La Esfera (1917), con una ilustración de Mariano Pedrero.

Escribió alrededor de veinte libros de poesía y cuatro dramas teatrales además de una gran cantidad de obra inédita. Sus artículos en periódicos son muy numerosos y se encuentran esparcidos en España y América. 
Su poesía comenzó con un romanticismo sentimental y después pasó a incorporar un fuerte rasgo de observación naturalista, que le hizo avanzar hacia la denuncia social, mezclada con una mirada impregnada de un muy noble sentimiento popular: la piedad por el prójimo. En sus poemas comprime ese sentimiento de lo intrínsecamente murciano, desde la visión sentimental de la gente de la huerta del Segura, con gran fidelidad, sin tener que llegar a la sensiblería, superando lo tópico y lo abstracto del suceso. 
El poema "Cansera", perteneciente a la primera entrega de Aires murcianos, ha sido estudiado profundamente por el historiador José Mª Jover Zamora, quien ve en él una fotografía del espíritu español justamente tras los desastres de Cuba y Filipinas de forma previa a la generación del 98. Aunque también hay que reseñar en este poema unos geniales valores líricos.

CANSERA
¿Pa qué quiés que vaya? Pa ver cuatro espigas
arroyás y pegás á la tierra;
pa ver los sarmientos rüines y mustios
y esnüas las cepas,
sin un grano d’uva,
ni tampoco siquiá sombra de ella...
Pa ver el barranco,
Pa ver la laera,
Sin una matuja... ¡pa ver que se embisten,
de pelás, las peñas!...
Anda tú, si quieres,
que á mí no me quea
ni un soplo d’aliento,
ni una onza de juerza,
ni ganas de verme,
ni de que me mienten siquiá la cosecha.....
Anda tú, si quieres, que yo pué que nunca
pise más la senda,
ni pué que la pase, si no es que entre cuatro,
ya muerto, me llevan.....
Anda tú, si quieres.....
No he d’ir, por mi gusto, si en crus me lo ruegas,
por esa sendica por ande se jueron,
pa no golver nunca, tantas cosas güenas...
esperanzas, quereres, suores...
¡tó se jue por ella!
Por esa sendica se marchó aquel hijo
que murió en la guerra.....
Por esa sendica se jué la alegría...
¡por esa sendica vinieron las penas!...
No te canses, que no me remuevo;
anda tú, si quieres, y éjame que duerma,
¡a ver si es pa siempre!... ¡Si no me espertara!...
¡Tengo una cansera!...

.
La obra de Vicente Medina ha marcado la historia de la lengua y literatura murciana desde el siglo XX hasta la actualidad. Además de los estudios críticos realizados por eruditos, ha sido objeto de admiración por parte de otros poetas como José Martínez Olivares y Francisco Sánchez Bautista, los cuales han escrito diversas composiciones en torno a su figura.
En Colombia fue compuesto a comienzos del siglo XX, un tema musical por Jorge Molina Cano con letra del poema Las acacias del poeta Vicente Medina.